# Манглисский собор
Церковь Пресвятой Девы Марии в Манглиси, более известная как Манглисский собор (груз. მანგლისის სიონი) — действующий православный храм в Грузии. Построенный в 330-х годах, он является одним из древнейших христианских сооружений страны. В прошлом славился выдающейся реликвией — частью Животворящего Креста. В XXI веке известен благодаря средневековым росписям. Признан памятником архитектуры Грузии, является популярным объектом туризма.

## История
Первые упоминания о каменной церкви в Манглиси относят к 330-м годам. По описаниям грузинского историка Леонти Мровели, Манглиси в IV веке был одним из крупнейших городов исторического края Квемо-Картли. Грузинский царь Мириан III, приняв христианство, попросил у византийского императора Константина I Великого реликвии для освящения новых храмов. Епископ Иоанн Картлийский, вернувшись из Константинополя со святынями, первой построил церковь Святого Креста в Манглиси, тем самым расстроив царя, желавшего иметь реликвии в своей столице Мцхете.
Главной святыней Манглисского храма в то время была часть Животворящего Креста, а именно, подставка, на которую опирался ногами Христос в момент распятия. Историк X века Арсен Католикос связывает с этим храмом деяния святой Нины. Доказательством значимости Манглисского собора является тот факт, что в V веке один из грузинских епископов назван «четвёртым с Манглиси», то есть в то время в этом городе уже было отдельное епископство. В VI веке Манглисский собор стал известным за пределами страны, паломничество к нему совершали христиане соседней Армении . Впрочем, после раскола между армянской и грузинской церквями, который произошел в 607—608 годах, католикос Авраам запретил армянам паломничество в Мцхете и Манглиси. В 620-х годах византийский император Ираклий, идя через Картли во время похода на Персию, забрал из Манглисского собора часть Животворящего Креста, тем самым лишив не только собор, но и все грузинское христианство одной из самых почитаемых реликвий
После этого события исторические упоминания о Манглисском соборе исчезают. Только в XI веке появляются свидетельства о перестройке храма. Тогда в соборе поменяли купол, сооружение украсили извне камнем, а изнутри расписали. До XV века о соборе ничего не было известно, а в 1441 году в одном из исторических документов царь Александр I вспоминает собор уже под новым названием, как посвященный Деве Марии. В этот период (скорее всего в конце XIV века) Манглисская епархия потеряла самостоятельность и была присоединена к Тбилисской. Однако в конце XVII — начале XVIII века Манглисский собор был отмечен как царский храм, то есть в то время манглисский епископ был богатым и уважаемым церковным иерархом.
В ходе Кавказской войны в 1824 году собор был повреждён и разграблен. В заброшенной постройке во время непогоды прятались пастухи с овцами и разжигали в ней костёр. Стены храма были совершенно закопчены, фрески и росписи уничтожены. Командование российским войском вместо ремонта приказало построить новую церковь рядом с собором, строительным материалом для которой послужило камни из других разрушенных грузинских храмов. В 1850 году была начата реставрация Манглисского собора из-за того, что в Манглиси приехал на отдых митрополит Исидор, который интересовался восстановлением христианских святынь на Кавказе. С перерывами реставрационные работы продолжались до 1862 года. После этого собор до 1884 года оставался полковой церковью Эриванского полка. Следует отметить, что проведенная реставрация восстановила храм только функционально, но много исторических надписей и деталей отделки во время работ было утрачено. Ещё одна реставрация состоялась в 1953—1956 годах. Тогда были восстановлены крыша, очищены и укреплены фрески, а часть их срезана для коллекции Грузинского художественного музея.

## Описание
Архитектурный ансамбль Манглисского собора включает храм, отдельно построенную колокольню, кладбище, руины бывших хозяйственных зданий и ограждение.
В своём плане Манглисский собор является тетраконхом, перекрытым куполом на восьмиугольной барабане. Он имеет два входа — западный и южный. Западный вход пробит в центре апсиды. Южный вход асимметричный, его арка смещена к западной стене. Собор имеет естественное освещение, для этого в барабане его купола пробиты узкие окна. Восточное крыло здания вытянутое и соединено с центральным объёмом собора переходом. Алтарь и средокрестие находятся в восточной части храма. Алтарь отделён от основной части храма иконостасом из древесины ореха. Манглисский собор венчает центральный купол, опирающийся на три арки — северную, западную и южную. Купол имеет коническую форму, покрытый (как и другие части кровли) черепицей, завершён железным крестом, который датируют XIX веком.
В современном интерьере Манглисского собора представлены лишь фрагменты древних росписей. Аутентичная стенопись сохранился на куполе. В его композиции центральное место занимает фигура Христа, сидящего на престоле и благословляющего десницею; эта фигура находится в северо-восточной части купола. Справа от Христа изображена Богородица, а слева — Иоанн Креститель. Далее по кругу изображены фигуры святых, которые держат в руках свитки. Первая строка каждого свитка написана красным, остальные — чёрным цветом; буквы на них большие, лёгкие для прочтения. Центральная часть купола изображает небо с четырьмя ангелами, держащими руки крестообразно. Под фигурами ангелов написаны их имена, но хорошо читается только имя Рафаил. Также на куполе фигура человека, сидящего на льве. Она остается предметом многих исторических дискуссий. Выдвигались гипотезы, что фигура может изображать святого Георгия верхом на лошади. Показательно, что во время турецкого вторжения на Кавказ мусульмане не уничтожили Манглисский собор, по одной из версий, именно потому, что приняли изображенную фигуру за пророка Мухаммеда, который оседлал льва.
Колокольня Манглисского собора построена в 1850 году, о чем свидетельствует надпись на русском на её южном фасаде. Это сооружение двухъярусное. Её основание имеет прямоугольную форму, и составлено из больших каменных глыб. Второй ярус шестиугольный, кирпичный. Колокольню венчает конусообразный купол с крестом. Хозяйственные постройки возле храма были снесены во время первой реставрации 1850 года. Их остатки пролежали во дворе до 1861 года, затем на их месте разбили сад. Из них до сих пор сохранились часовня, отремонтирована в XIX веке, и каменный крест высотой 1,25 м, расположенный с южной стороны собора. В церковном дворе также есть несколько могил — остатки бывшего кладбища. Новейшие из надгробий датированы в основном второй половиной XIX столетия.
Весь архитектурный комплекс Манглисского собора окружает каменный забор, имеющий высшую степень сохранности (особенно восточная стена высотой 3 м и толщиной 1 м). Северная часть стены короче южной, поскольку она имеет форму неправильного квадрата. В стене пробиты двое ворот — на востоке и юге. В прошлом стена имела четыре угловые башни, однако башня в северо-западном углу была разрушена ещё до первой реставрации, поэтому во время восстановительных работ в 1861 году её даже не пытались восстановить. Зато другие три башни сохранились до нашего времени.
Архитектурные детали
Надписи и резьба